# Die großen Erfolge
Die großen Erfolge ist das 50. Studioalbum des österreichischen Schlagersängers Freddy Quinn, das 1995 im Musiklabel Chrisly Records auf Compact Disc (Nummer: CS 909) erschien. Das Album konnte sich nicht in den deutschen Albumcharts platzieren. Singleauskopplungen wurden keine produziert.

## Titelliste
Das Album beinhaltet folgende 25 Titel:
- Compact Disc 1

1. Die Gitarre und das Meer
2. Heimweh (dort, wo die Blumen blüh’n)
3. Green Green Grass of Home
4. Der Junge von St. Pauli
5. Heimatlos
6. Rolling Home
7. Unter fremden Sternen (fährt ein weißes Schiff nach Hongkong)
8. Heut’ geht’s an Bord
9. Hamburg, altes Mädchen
10. Vergangen, vergessen, vorüber
11. La Guitarra Brasiliana
12. Die Wahrheit über Tom Dooley
13. Melodie der Nacht
14. Die Freiheit der Berge
15. Hamburger Veermaster (Blow Boys Blow)
16. Guten Abend, gut’ Nacht

- Compact Disc 1

1. Junge, komm bald wieder
2. Aloha ʻOe
3. Kann Liebe alles verzeih’n
4. So, wie das Leben klingt (Ich hör’ ein Lied)
5. Hundert Mann und ein Befehl
6. Du musst alles vergessen (Ay-Ay-Ay Amigo)
7. Nur ein Mann in besten Jahren
8. La Paloma
9. Weißt du, wie viel Sternlein stehen